# Bob- und Skeleton-Weltmeisterschaften 2021/Zweierbob (Frauen)
Der Zweierbob-Wettbewerb der Frauen bei den Bob- und Skeleton-Weltmeisterschaften 2021 wurde am 5. und 6. Februar in insgesamt vier Läufen ausgetragen. Wie alle Wettbewerbe bei den Weltmeisterschaften wurde er auf dem SachsenEnergie-Eiskanal in Altenberg ausgetragen.
Die für die Vereinigten Staaten startende Kanadierin Kaillie Humphries konnte ihren Titel aus dem Vorjahr verteidigen und gewann gemeinsam mit ihrer neuen Anschieberin Lolo Jones die Goldmedaille. Für Lolo Jones war es der erste Weltmeistertitel. Kaillie Humphries holte nach 2012, 2013 und 2020 ihren vierten Weltmeistertitel und ist damit Rekordweltmeisterin im Zweierbob. Silber und Bronze gingen an zwei deutsche Bobs. Kim Kalicki fuhr wie im Vorjahr auf den Silberrang. Anschieberin war Ann-Christin Strack, die im Vorjahr noch im Bob von Laura Nolte fuhr. Auch Laura Nolte stand in diesem Jahr auf dem Podium. Gemeinsam mit Deborah Levi gewann sie Bronze.

## Wettkampfverlauf
Bereits im ersten Lauf setzte sich Humphries an die Spitze und führte mit 13 Hundertstelsekunden vor Nolte, die zwar die beste Startzeit aufweisen konnte, aber in der Bahn kontinuierlich verlor. Auf Platz 3 folgte Kalicki, die wiederum nur neun Hundertstelsekunden vor dem zweiten US-Bob mit Elana Meyers Taylor lag. Die Weltcupsiegerin aus Österreich, Katrin Beierl, lag nach dem ersten Lauf bereits mit über einer halben Sekunde Rückstand auf Platz 6.
Im zweiten Lauf konnte sich die Rumänin Andreea Grecu von Platz 12 mit der drittbesten Laufzeit um sechs Plätze verbessern und schob sich damit auch an den beiden deutschen Bobs von Mariama Jamanka und Stephanie Schneider vorbei, die nach dem ersten Tag Platz 7 und 8 belegten. Die Österreicherin Beierl konnte sich zwar um einen Platz verbessern, lag aber bereits nach dem ersten Tag mit über einer Sekunde aussichtslos zurück. Die US-Amerikanerin Elana Meyers Taylor verteidigte ihren vierten Platz, der Abstand zum Podium vergrößerte sich allerdings auf vier Zehntelsekunden.

## Endergebnis
| Platz | Athletinnen                              | Land                      | Lauf (min) | Lauf (min) | Lauf (min) | Lauf (min) | Gesamtzeit (min) |
| Platz | Athletinnen                              | Land                      | 1          | 2          | 3          | 4          | Gesamtzeit (min) |
| ----- | ---------------------------------------- | ------------------------- | ---------- | ---------- | ---------- | ---------- | ---------------- |
| 1     | Kaillie Humphries Lolo Jones             | Vereinigte Staaten        | 0:56,40    | 0:56,54    | 0:57,45    | 0:57,87    | 3:48,26          |
| 2     | Kim Kalicki Kira Lipperheide             | Deutschland               | 0:56,69    | 0:56,59    | 0:57,40    | 0:57,93    | 3:48,61          |
| 3     | Laura Nolte Deborah Levi                 | Deutschland               | 0:56,53    | 0:56,84    | 0:57,95    | 0:57,95    | 3:49,27          |
| 4     | Stephanie Schneider Leonie Fiebig        | Deutschland               | 0:57,08    | 0:56,95    | 0:57,44    | 0:57,98    | 3:49,45          |
| 5     | Elana Meyers Taylor Sylvia Hoffman       | Vereinigte Staaten        | 0:56,78    | 0:56,99    | 0:58,11    | 0:58,26    | 3:50,14          |
| 6     | Mariama Jamanka Vanessa Mark             | Deutschland               | 0:56,88    | 0:57,13    | 0:57,96    | 0:58,32    | 3:50,29          |
| 7     | Katrin Beierl Jennifer Onasanya          | Österreich                | 0:56,94    | 0:57,03    | 0:58,11    | 0:58,29    | 3:50,37          |
| 8     | Andreea Grecu Katharina Wick             | Rumänien                  | 0:57,17    | 0:56,83    | 0:58,05    | 0:58,44    | 3:50,49          |
| 9     | Cynthia Appiah Erica Voss                | Kanada                    | 0:57,09    | 0:57,05    | 0:58,58    | 0:58,05    | 3:50,77          |
| 10    | Martina Fontanive Mara Morell a          | Schweiz                   | 0:57,05    | 0:57,02    | 0:58,32    | 0:58,46    | 3:50,85          |
| 11    | Anastassija Makarowa Aleksandra Tarasowa | Bobsportverband Russlands | 0:57,39    | 0:57,17    | 0:58,32    | 0:58,12    | 3:51,00          |
| 12    | Alysia Rissling Dawn Richardson Wilson   | Kanada                    | 0:57,12    | 0:57,23    | 0:58,34    | 0:58,47    | 3:51,16          |
| 13    | Nadeschda Sergejewa Julija Belomestnych  | Bobsportverband Russlands | 0:57,12    | 0:57,53    | 0:58,33    | 0:58,30    | 3:51,28          |
| 14    | Melanie Hasler Irina Strebel             | Schweiz                   | 0:57,49    | 0:57,08    | 0:58,10    | 0:58,63    | 3:51,30          |
| 15    | Margot Boch Carla Sénéchal               | Frankreich                | 0:57,38    | 0:57,11    | 0:58,23    | 0:58,79    | 3:51,51          |
| 16    | Christine de Bruin Sara Villani          | Kanada                    | 0:57,50    | 0:57,24    | 0:58,66    | 0:58,21    | 3:51,61          |
| 17    | An Vannieuwenhuyse Sara Aerts            | Belgien                   | 0:57,36    | 0:57,21    | 0:58,33    | 0:58,79    | 3:51,69          |
| 18    | Ljubow Tschernych Jelena Mamedowa        | Bobsportverband Russlands | 0:57,73    | 0:57,85    | 0:58,15    | 0:58,49    | 3:52,22          |
| 19    | Mica McNeill Montell Douglas             | Vereinigtes Königreich    | 0:57,68    | 0:57,44    | 0:58,54    | 0:58,57    | 3:52,23          |
| 20    | Sylwia Smolarek Julia Słupecka           | Polen                     | 0:58,41    | 0:58,81    | 0:59,79    | 0:59,96    | 3:56,97          |